# (6424) Ando
(6424) Ando es un asteroide perteneciente al cinturón de asteroides, región del sistema solar que se encuentra entre las órbitas de Marte y Júpiter.
Fue descubierto el 14 de marzo de 1994 por Kin Endate y Kazuro Watanabe desde el observatorio de Kitami.

## Designación y nombre
Designado provisionalmente como 1994 EN3, fue nombrado en honor a Hiroyasu Ando (n. 1946), presidente de la División de Astronomía Óptica e Infrarroja del Observatorio Astronómico Nacional desde 1994 y autoridad en oscilaciones estelares y espectroscopia de alta resolución. Su trabajo teórico con Yoji Osaki sobre oscilaciones solares de cinco minutos jugó un papel importante en el desarrollo del apasionante campo de la heliosismología. Ando, miembro central del proyecto Subaru desde sus inicios, ahora lidera el grupo que construye el espectrógrafo de alta dispersión.

## Características orbitales
(6424) Ando está situado a una distancia media del Sol de 3,022 ua, pudiendo alejarse hasta 3,357 ua y acercarse hasta 2,687 ua. Su excentricidad es 0,111 y la inclinación orbital 11,070 grados. Emplea 1918,97 días en completar una órbita alrededor del Sol.
Pertenece a la familia de asteroides de (221) Eos.

## Características físicas
La magnitud absoluta de (6424) Ando es 12,33. Tiene 11,270 km de diámetro y su albedo se estima en 0,206.